# Luka Mislej

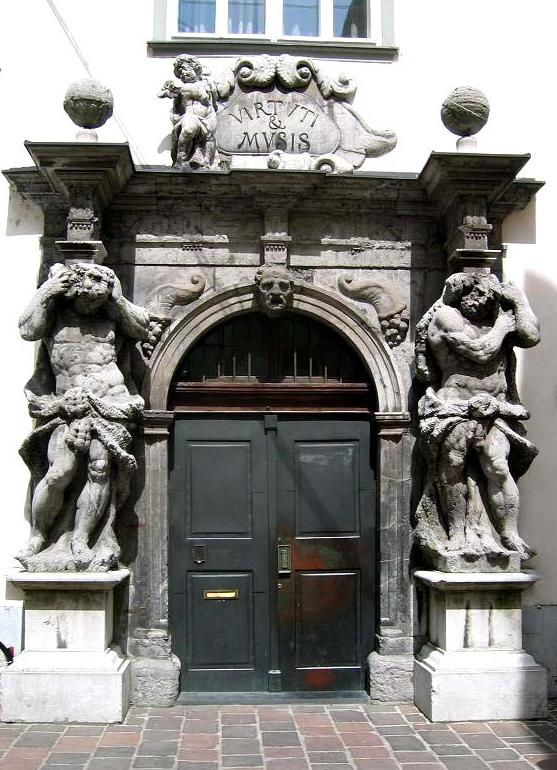
Portal des Priesterseminars von Ljubljana

Luka Mislej (* 16. Oktober 1658 in Vipava; † 5. Februar 1727 in Škofja Loka) war ein slowenischer Steinmetz.
Im Jahre 1722 heiratete der venezianische Bildhauer Francesco Robba, der nach Mislejs Tod sein Atelier übernahm, dessen Tochter Theresa.

## Werke
Mislej war der Besitzer einer großen Werkstatt, die zahlreiche Aufträge für den Bau und die Ausstattung von Kirchen ausführte. Dort arbeiteten weitere Bildhauer, vor allem italienische, wie Angelo Di Putti,  Giacomo Contieri und der bereits erwähnte Francesco Robba.
Einige seiner bekanntesten Werke sind das Portal des Priesterseminars von Ljubljana, der Altar der Schlosskapelle Brežice und der Hauptaltar der Marienkirche in Rijeka.